# Spółdzielczy Dom Handlowy „Feniks” we Wrocławiu
Spółdzielczy Dom Handlowy „Feniks” (niem. Warenhaus Gebrüder Barasch, dom towarowy Braci Barasch) – secesyjny dom handlowy we Wrocławiu, we wschodniej części Rynku (Rynek 31-32), znany również jako Kathedrale des Kommerz (świątynia komercji) oraz Warenpalast (pałac towarów). Najstarsza działająca placówka handlowa we Wrocławiu – czynna od 1904 roku (z krótkimi przerwami). W chwili otwarcia był to jeden z największych i najnowocześniejszych obiektów handlowych w Europie. Według Normana Daviesa dom handlowy Barascha był świetnym przykładem secesji, a zarazem zapowiedzią epoki konsumpcjonizmu.
Dom handlowy został wybudowany w miejsce dwóch kamienic przyrynkowych – Rynek 31, zwanej kamienicą Pod Złotym Dzbanem lub Pod Złotym Drzewem, i Rynek 32 – oraz sześciu kamienic mieszczańskich stojących przy ulicy Kurzy Targ 1 od strony południowej oraz przy ulicy Szewskiej 75 i 76.

## Historia dwóch posesji

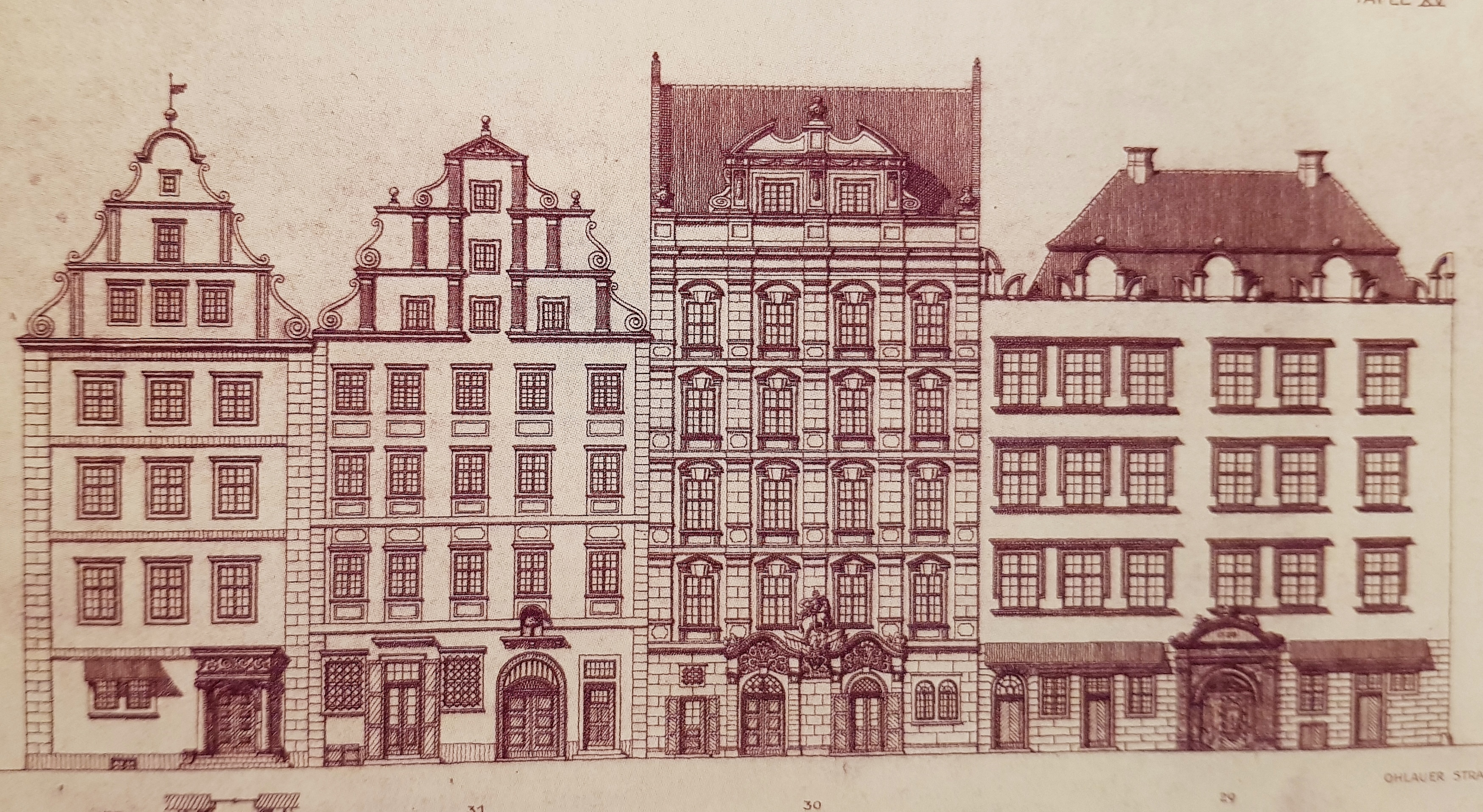
Wschodnia pierzeja Rynku z kamienicą 32 po lewej stronie i kolejną kamienicą „Pod Złotym Drzewem” (nr 31)

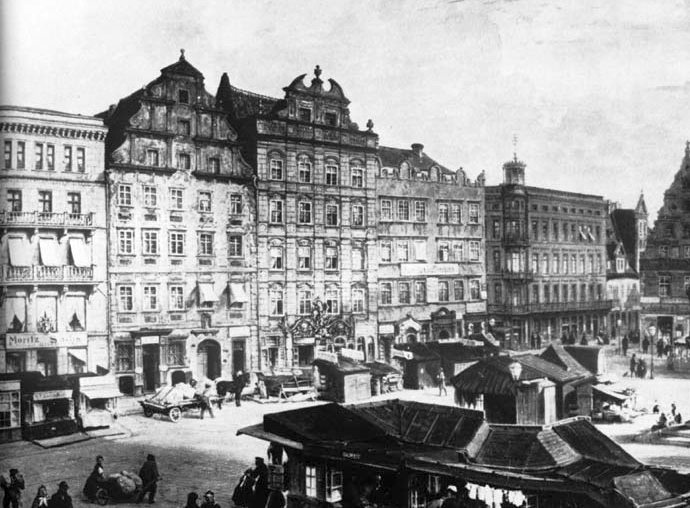
Pierwszy z lewej to już nowo wybudowany w 1856 Dom Handlowy Moritza Sachsa, druga od lewej to kamienica nr 31 jeszcze przed wyburzeniem w 1871. Kamienica druga od prawej (narożna) to tzw. Narożnik Zbożowy, w którym mieszkał Sachs

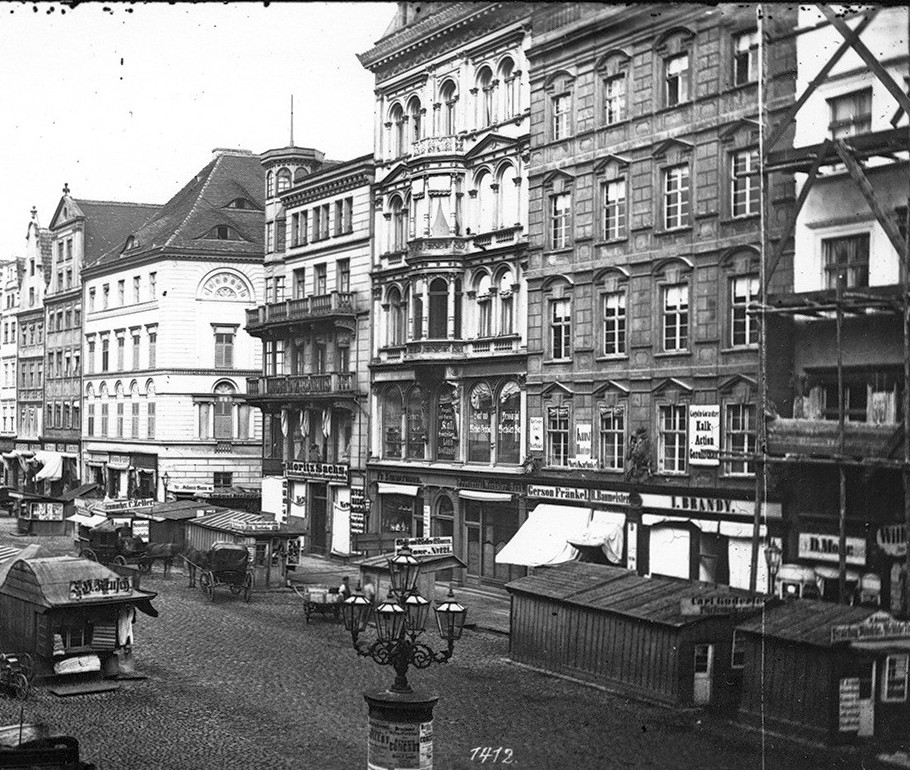
Rynek – strona wschodnia na tzw. stronie Zielonej Trzciny, lata 1873 z widocznym nowym Domem Handlowym Moritza Sachsa oraz kamienica 31

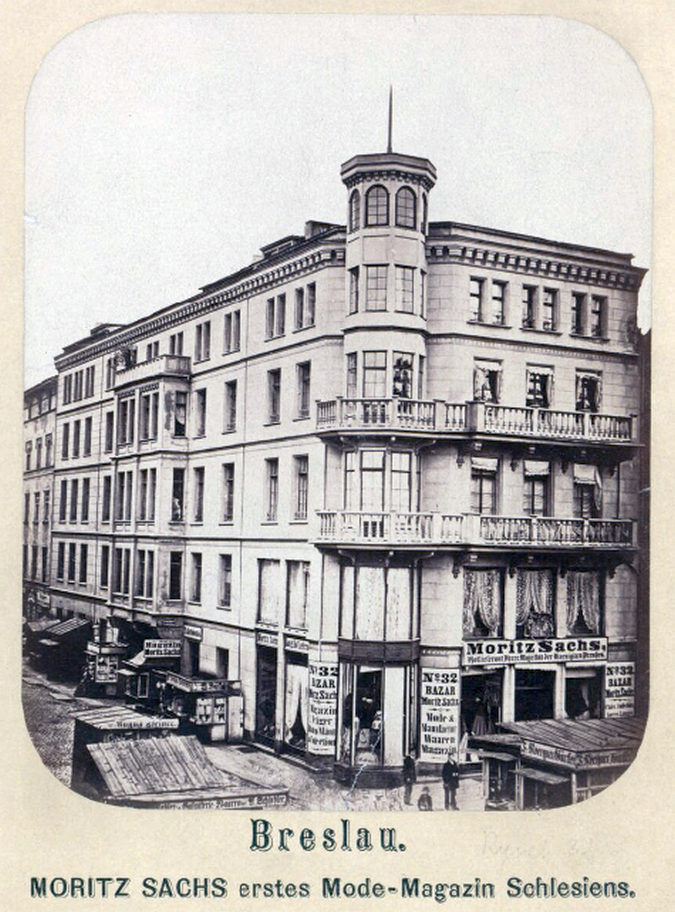
Nowy Dom Handlowy Moritza Sachsa, ok. 1900 roku

### Kamienica nr 31
Na posesji nr 31, zwanej „Pod Złotym Drzewem”, pierwszy murowany budynek został wzniesiony w średniowieczu. W XV wieku był połączony z posesją zatylną (dawniej Szewska 76); według Golińskiego połączenie mogło istnieć już w XIV wieku. Z działki tylnej prowadził do posesji przejazd. Szerokość frontu kamienicy wynosiła 13 metrów. W XVII wieku kamienica była czterokondygnacyjna, zakończona trzykondygnacyjnym szczytem, podzielonym kanelowanymi pilastrami. Jej pięcioosiowa fasada była niesymetryczna, dwie osie okienne z lewej strony były do siebie bardziej przybliżone; na parterze, po lewej stronie umieszczony był portal zwieńczony archiwoltą z umieszczonym powyżej godłem domu, a z obu jego stron znajdowały się okna. Z lewej strony znajdowała się brama przelotowa z sienią.

#### Właściciele posesji i ich historia
Pierwszym znanym ze źródeł właścicielem posesji nr 31, odnotowanym w latach 1345–1352, był Tylon (Tile) Schreiber zwany również de Legnicz (z Legnicy). Prawdopodobnie kamienica nr 31 została przez niego zakupiona już w latach 30. XIV wieku o czym mogą świadczyć pełnione przez niego we Wrocławiu funkcje publiczne. Po raz pierwszy jego nazwisko – jako mieszczanina wrocławskiego – zostało odnotowane w 1336 roku; w 1338 roku był już zapisany jako posiadacz ziemski, właściciel młynów i czynszów, urządzeń handlowych. W latach 1338–1354 był wielokrotnie wybierany na radnego, w 1352 roku otrzymał godność seniora; był także wybierany do ławy. W latach 1338–1348 uczestniczył w poselstwach do królów czeskiego i polskiego oraz do kurii papieskiej. Podczas poselstwa do Awinionu w 1343 roku był tytułowany jako syndyk i prokurator starosty oraz radny. Posiadał komorę w sukiennicach. Tylon Schreiber zmarł 30 sierpnia 1357 roku. Jego spadkobiercami byli: żona Małgorzata oraz syn Franz i córka Anna, którzy byli właścicielami posesji do 1374 roku. Wówczas sprzedali dom i przeprowadzili się do nabytej kamienicy nr 8, również przy wrocławskim Rynku. Nowym właścicielem kamienicy został posiadacz ziemski Mikołaj Swarat (Swarot), który mieszkał w niej do swojej śmierci (w 1379 roku), a następnie jego syn Nikolas. W 1382 roku kamienica została sprzedana, a nowym właścicielem został Heinrich Gorteler (Gürtler).
Gorteler był kupcem handlującym m.in. z Wenecją, właścicielem ziemskim, właścicielem rent i posesji we Wrocławiu. W latach 1380–1394 i 1401–1419 był wyznaczany do ławy i rady; w 1408 roku stał na czele rady odwołanej przez króla Wacława IV, a w latach 1418–1419 kierował radą kadencji rewolucyjnej podległej cechowi i zatwierdzonej przez króla. W latach 1377–1382 wraz z bratem Mikołajem von Habelschwerdt dzierżył wójtostwo w Urazie. Wespół z innymi rajcami ufundował ołtarz w kościele św. Marii Magdaleny. Jego syn Jakub zaopatrywał krzyżaków w Prusach w wino pochodzące ze wschodu. Kamienica nr 31 była własnością Gortelera do jego śmierci, czyli do ok. 1433 roku. Przez kolejne dziesięciolecia, kamienica pozostawała w rękach rodziny Gortelerów: w latach 1433–1465 do syna Wilhelma, kupca i witryka kościoła parafialnego św. Marii Magdaleny (w latach 1461–1463) oraz starszego bractwa Najświętszej Marii Panny, a w latach 1465–1488 do jego żony Margarethe. W 1488 w dokumentach źródłowych jako właścicielka posesji zaczęła występować córka Wilhelma i Margarethe, Barbara, żona Andreasa Pęchowskiego (Pechofsky), a od 1496 Martina Schramme. Posesja w jej posiadaniu znajdowała się przynajmniej do 1499 roku.

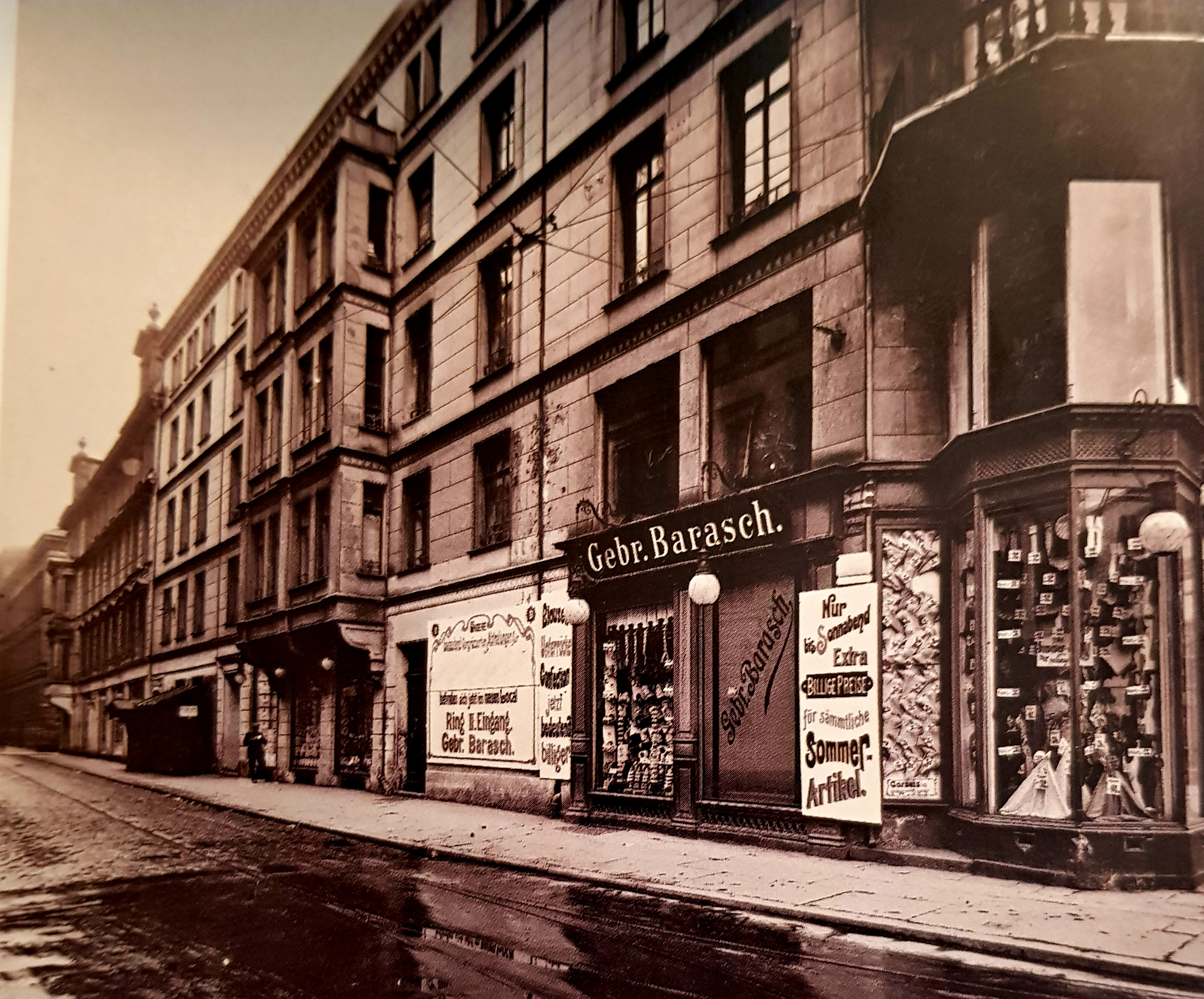
Południowa strona ulicy Kurzy Targ z widocznym sklepem braci Baraschów w narożnej kamienicy nr 32

### Kamienica nr 32
Narożny budynek nr 32 został wzniesiony w późnym średniowieczu. Szerokość jego frontu wynosiła 10 metrów. Do czasów obecnych zachowały się jedynie ślady trzynastowiecznego przedproża. W 1499 roku w budynku mieściła się winiarnia należąca do kupca Hansa Kirchberga. W 1630 roku, w miejscu starej, wybudowano czterokondygnacyjną kamienicę z trzykondygnacyjnym szczytem. Trzyosiowa równomierna fasada podzielona była gzymsem między oknami. Z prawej strony znajdowało się wejście z jońskim portalem. Portal zamknięty łukiem, z obu stron otoczony był jońskimi kolumnami; w węgarach znajdowały się dekorowane płyciny zakończone profilowanymi przewiązkami. Archiwolta była wypełniona płaskorzeźbioną wicią roślinną z motywami łbów zwierzęcych przechodzących w formy roślinne. Powyżej łuku znajdowało się klasyczne belkowanie z fryzem dekorowanym ornamentem z wicią roślinną i motywami kwiatów. Po obu stronach kolumn, po zewnętrznej stronie znajdowały się kamienne siedziska.

#### Właściciele posesji i ich historia
W pierwszej połowie XIV wieku, do 1350, pierwszym znanym z dokumentów źródłowych właścicielem posesji był kupiec i finansista Hans von Troppau (de Oppavia). W latach 1329–1340 był on czterokrotnie wybierany na rajcę i ławnika. Wraz z Franzem Hartliebem i Janem Salomonis tworzyli spółkę finansową, od której pieniądze pożyczali na kredyt wpierw Bolesław III, a następnie jego synowie książęta Wacław i Ludwik I. W 1350 roku wdowa po Hansie oraz inni spadkowicze sprzedali posesję Tiklemu Rot(h)e, finansiście i inwestorowi; inwestował głównie w kopalnie kruszców w księstwie legnickim, skupywał liczne renty i posiadłości ziemskie. Tikle był również pożyczkodawcą, podobnie jak Hans von Troppau kredytów udzielał książętom Ludwikowi I i Wacławowi I. Po jego śmierci, od 1370 roku, posesję odziedziczył jego syn Hans (Jan), który mieszkał w niej przez kolejne trzydzieści pięć lat. Hans Rote w 1377 po raz pierwszy zasiadł w ławach, a od 1390 do 1406 zasiadał w niej już co roku. Jako finansista powiększył majątek skupując liczne majątki. Kolejnym spadkowiczem majątku rodu Rote był Piotr. Zajmował on się handlem, interesy prowadził w Małopolsce i w południowych Niemczech. W latach 1403–1433 był wybierany corocznie do rady; godność seniora rady sprawował w latach 1429 i 1432, a pierwszego ławnika w 1430 i 1433. Peter Rothe zmarł w 1433 roku. Majątek po nim odziedziczyła żona Anna, a następnie prawdopodobnie jego syn, również Piotr oraz córka Barbara Azenhemerynne z mężem Leenhardem. W 1446 roku kamienica będąca niemal 100 lat w rękach rodziny Rothe została sprzedana Velentinusowi Hawnnolt, który już rok później odsprzedał ją kupcowi sukiennemu Nickelowi Elke.
Nickel Elke pochodził prawdopodobnie ze Zgorzelca. Zmarł w 1451 roku a posesje odziedziczyły jego dzieci: Nicol i Mathis w rękach których znajdowała się do 1471 roku. W wymienionym roku posesja wraz z komorą kupiecką został sprzedana Hansowi Haunoldowi. Hans Haunold był kupcem i przedsiębiorcą górniczym. Od 1475 roku nieprzerwanie do śmierci w 1506 roku, zasiadał w ławie i radzie miasta. W latach 90. XV wieku stał na czele rady. Posesję przy rynku w 1485 roku sprzedał lub przekazał swojej siostrze Katarzynie, a ta sprzedała ją Matthiasowi Pucherowi. Zaledwie po trzech latach Pucher zmarł, a dom przejął jego zięć Hans Kirchberg, który był jego właścicielem do 1500 roku.

## Dom handlowy Sachssche Haus i kamienica czynszowa
W 1856 roku kamienica nr 32 została wyburzona, a w jej miejscu powstał salon paryskich nowości zwany Sach’sche Haus lub Bazar .
Właścicielem domu towarowego był Moritz Sachs, żydowski potentat finansowy. Sachs był posiadaczem również kamienicy „Narożnik Zbożowy” (Kornecke) znajdującej się na rogu ulicy Oławskiej i Świdnickiej (obecnie nie istnieje), gdzie część budynku miała funkcje handlowe, część mieszkań było wynajmowane a górne apartamenty zajmował Sachs wraz z żoną i synami Leopoldem i Sigismundem. Wygląd obu kamienic był inspirowany projektami berlińskiego projektanta Karla Friedericha Schinkla, twórcy projektu pałacu w Kamieńcu Ząbkowickim. Nowo wzniesiony budynek Sachsa był pierwszym nowoczesnym domem handlowym we Wrocławiu o neorenesansowej elewacji; w jej narożniku miał wykształcony, okrągły trzykondygnacyjny wykusz, przechodzący ponad dachem w płasko zakończoną wieżyczkę. Wzdłuż pierwszego i drugiego piętra budynek i wykusz obiegał balkon. W budynku znajdował się dwupoziomowy sklep Moritz Sachs oświetlony dwukondygnacyjnymi witrynami. Na trzech kolejnych piętrach znajdowały się biura i mieszkanie właściciela.
Kamienica nr 31 została wyburzona w latach 1871–1873, w tzw. okresie grynderskim, a w jej miejsce wzniesiono mieszkalno-handlową kamienicę czynszową. Budynek miał pięć kondygnacji o pięcioosiowej elewacji zakończonej dachem pulpitowym ze spadkiem od strony Rynku. Na dwóch pierwszych kondygnacjach znajdowały się wielkie okna wystawowe; na dwóch piętrach umieszczone były sklepy. W osi drugiego i trzeciego piętra znajdował się trójboczny wykusz zakończony balkonem na ostatniej kondygnacji.

## Bracia Baraschowie

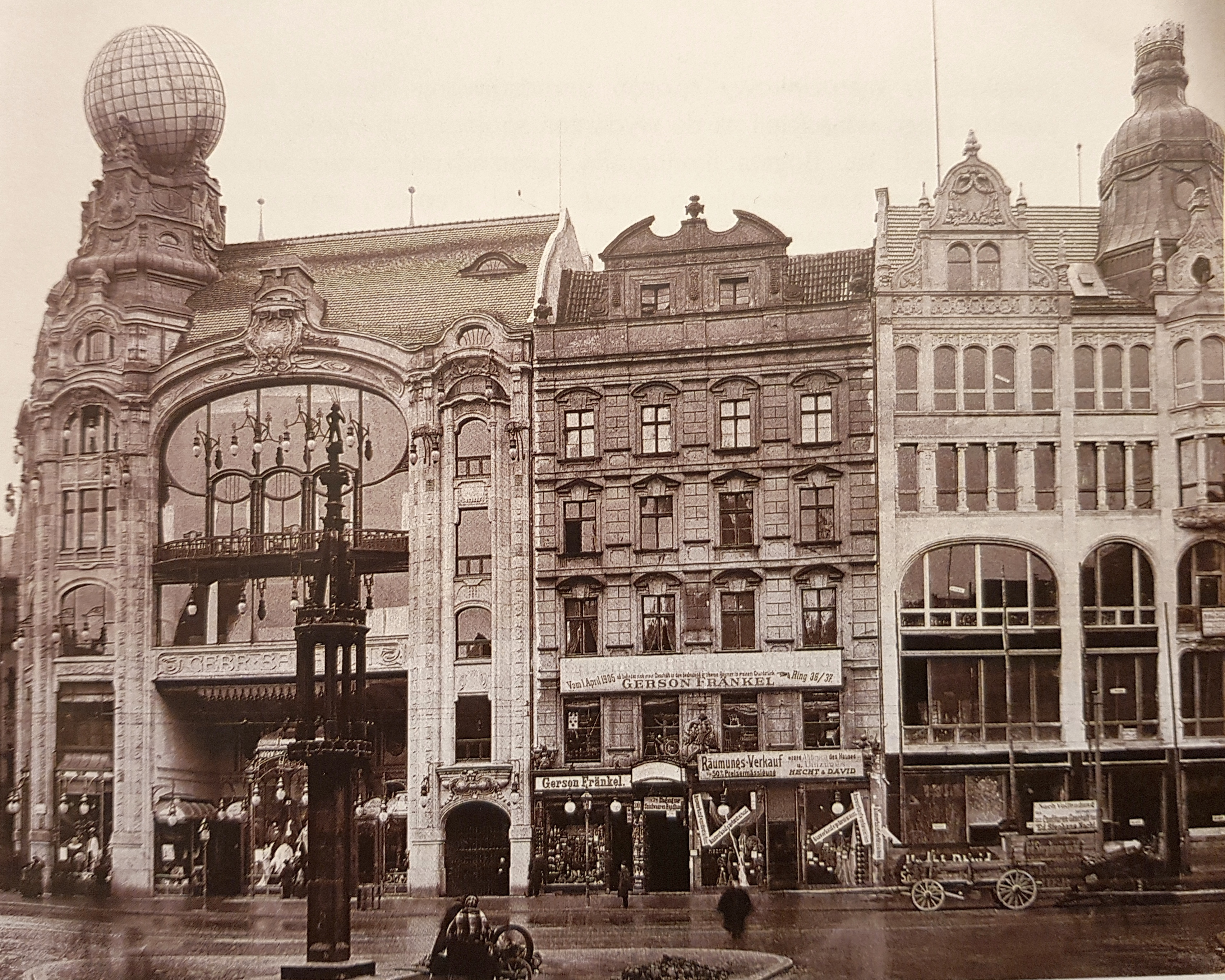
Dom towarowy Gebrüder Barasch (z lewej), 1905

W 1900 roku Sachs sprzedał kamienicę żydowskim kupcom, braciom Baraschom, Georgowi (1866-?) i Arturowi (1872-1942). Obaj urodzili się w Ścinawie nad Odrą. Georg swój pierwszy sklep otworzył już w 1894 roku, w Górnej Bawarii, w Traunstein (Verkaufsstelle für Waren aller Art). Był to pierwszy wielotowarowy żydowski sklep w tym mieście. Nowo otworzony sklep, a głównie polityka finansowa prowadzona przez Baracha (bardzo niskie ceny), spotkała się z krytyką i oporem miejscowych handlarzy. 29 listopada 1894 pod sklep podłożono bombę, która uszkodziła witryny wystawowe, drzwi i zniszczyła część towaru. Georg mimo tego nadal prowadził swoją działalność; pod pozorem sprzedaży lokalu obniżył swoje ceny do minimum. Lokal nie został sprzedany, a ogłoszenie okazało się chwytem marketingowym. W 1895, dzięki minimalnej marży i dużym obrotom, powiększył sklep funkcjonujący pod szyldem Kaufhaus Barasch. W 1896 przeprowadził się do Wrocławia, gdzie już wraz ze swoim bratem otworzył swój pierwszy, trzypiętrowy sklep mieszczący się na rogu ulicy Oławskiej 68 i Zaułka Winogronowego (już nieistniejącego). Artur Barasch, jako żołnierz w I wojnie światowej, został odznaczony Krzyżem Żelaznym; był mecenasem sztuki oraz współzałożycielem i przewodniczącym Związku Detalistów Wrocławskich, należał do loży masońskiej i Śląskiego Automobilklubu. W 1914 roku, wraz z bratem opatentował okulary wojskowe z wymiennymi szkłami.
Podobnie jak w Traunstein i tu, mimo krytyki kupców wrocławskich, bracia szybko wzbogacali się; już w 1897 roku otworzyli swój kolejny sklep mieszczący się na parterze kamienicy 32 (lub na dwóch kondygnacjach) od strony Kurzego Targu, pod nazwą Gebrüder Barasch.
W 1898 Baraschowie zaczęli wykupywanie kamienic znajdujących się w sąsiedztwie ich sklepu na Kurzym Targu; w 1900 wykupili kamienicę nr 32, a w 1903 od firmy Wienanz und Schampel odkupili budynek nr 31.
W tym okresie bracia byli już właścicielami całej sieci sklepów i domów handlowych, m.in. w Bytomiu, Gliwicach, Katowicach, Królewcu, Magdeburgu i Nysie.

### Dom towarowy Gebrüder Barasch

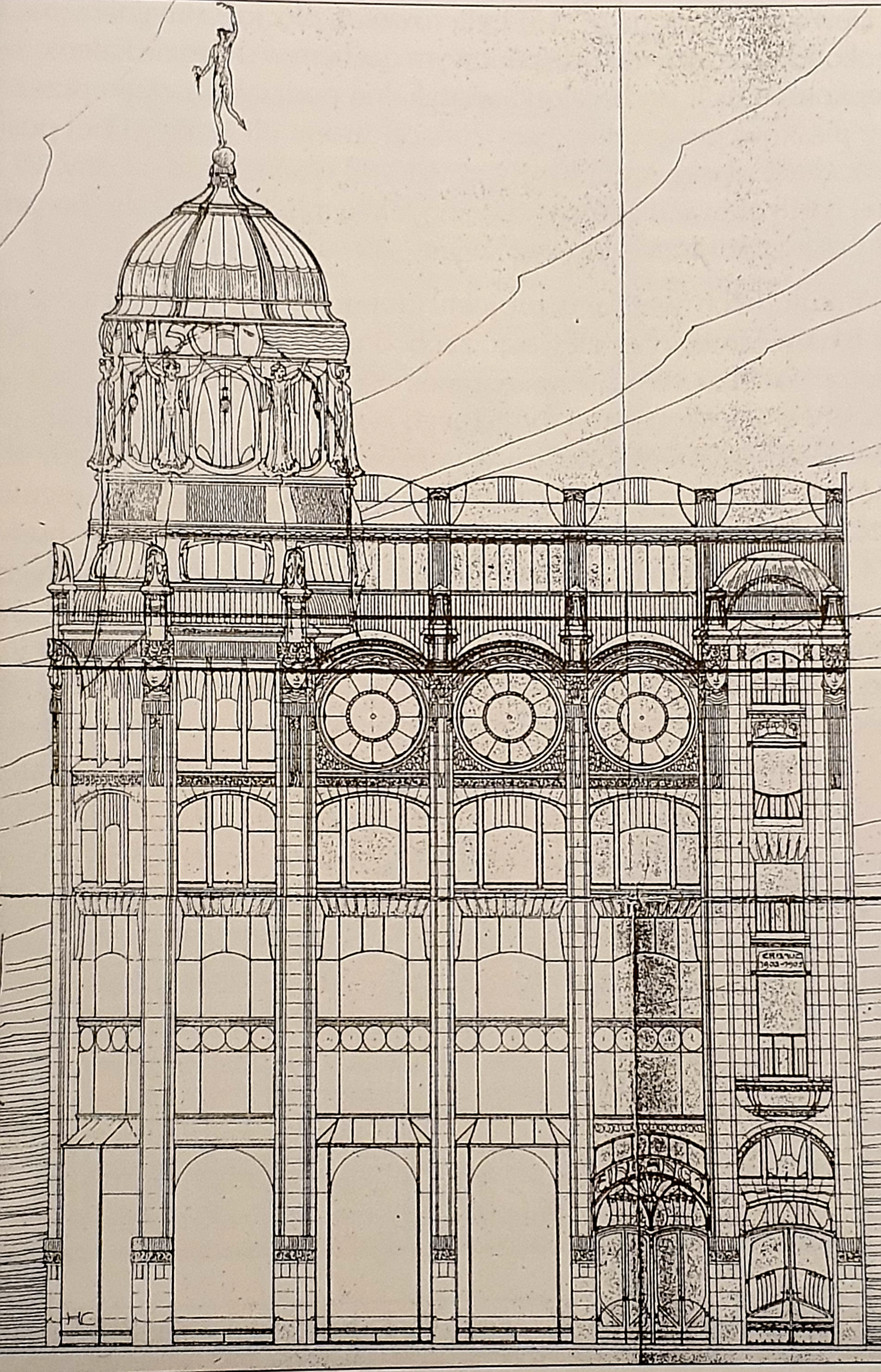
Pierwsza wersja projektu Domu towarowego Gebrüder Barasch z 1902, elewacja zachodnia

W 1903 roku pod budowę nowego domu towarowego wyburzono dwie kamienice przyrynkowe nr 31 i 32 (Ring 31, Ring 32) oraz pięć kamienic stojących po południowej stronie Kurzego Targu (Hinter Markt) i przy ulicy Szewskiej (Schuhbrücke 75 i 76). Sklep braci Baraschów został tymczasowo przeniesiony do przyrynkowej kamienicy nr 52, a ich kantor przeniesiono tymczasowo do narożnego domu przy ulicy Św. Mikołaja i ulicy Rzeźniczej.
Nad projektem czuwał jego autor, architekt Georg Schneider. Pierwotnie, w latach 1902–1904, powstały cztery projekty różniące się od siebie głównie detalami wykończeniowymi narożnej wieży oraz sposobem podtrzymywania szklanej kuli ziemskiej, jak i proporcji dachów. Pierwszy projekt z października 1902 roku przedstawiał pięciokondygnacyjny, sześcioosiowy budynek zakończony w narożniku ośmioboczną wieżą zakończoną kopulastym hełmem, a nad nim umieszczono figurę Merkurego. W pasie gzymsu, pod kopułą umieszczono napis „GEBR. BARASCH”. Bliźniacza figurka została umieszczona również nad wejściem bocznym od ulicy Kurzy Targ. Od strony ulicy Szewskiej, nad wejściem umieszczono natomiast figurkę Fortuny. Całość pokrywał jednokondygnacyjny, dwuspadowy dach w układzie kalenicowym. Na parterze znajdowały się półtorakondygnacyjne witryny w formie wypukłych gablot oraz dwa wejścia. W części centralnej i na piątej elewacji zaprojektowano trzy okna w formie rozet. Boniowane pilastry wyposażone zostały w proste bazy w części cokołowej, a na wysokości piątej kondygnacji, w głowice dekorowane ornamentem roślinnym oraz kobiecymi głowami. Nad oknem pierwszego piętra, oświetlającego klatkę schodową umieszczony został napis Erbaut 1903-1905; w ostatecznej wersji taki napis został umieszczony od strony ulicy Szewskiej, o zmienionej dacie 1903-1904. Elewacja północna była również pięciokondygnacyjna, podzielona pilastrami licowanymi piaskowcem. W centralnej części również znajdowały się trzy okna rozetowe. Narożnik od strony ulicy Szewskiej był przykryty płaską kopułą.
Druga wersja projektu powstała w maju 1903 roku. Główne zmiany dotyczyły elewacji zachodniej (od strony Rynku) przerabiając ją na czteroosiową, z podziałem na trzy wertykalne części: południową z klatką schodową, centralną z pięciokondygnacyjną witryną i północną w formie wieży. Kolejne projekty prezentowały jedynie różne warianty z globusem: jeden z nich kulę ziemską umieszczał bezpośrednio w narożniku, inny wynosił go na barki czterech atletycznych mężczyzn, Atlasów. Ostatecznie wybrano projekt, gdzie szklana kula podtrzymywana jest przez cztery sfinksy. Sfinksy były pokryte miedzianą blachą, a niebieski globus o średnicy 6,5 metrów był w nocy podświetlany światłem elektrycznym. Według Kornackiej globus ziemski miał symbolizować globalne aspiracje braci Baraschów i przypominać klientom, że towary dostępne w sklepie pochodzą z całego świata. Szklany globus oraz wielkie okna w elewacji północnej i zachodniej wykonał wrocławski Instytut Witrażowy Adolpha Seilera. Pozostałe prace w szkle wykonali bracia Wenzelowie z Wrocławia. Ostatecznie wybrana została czwarta wersja projektu z maja 1904 roku (zatwierdzona 4 lipca).

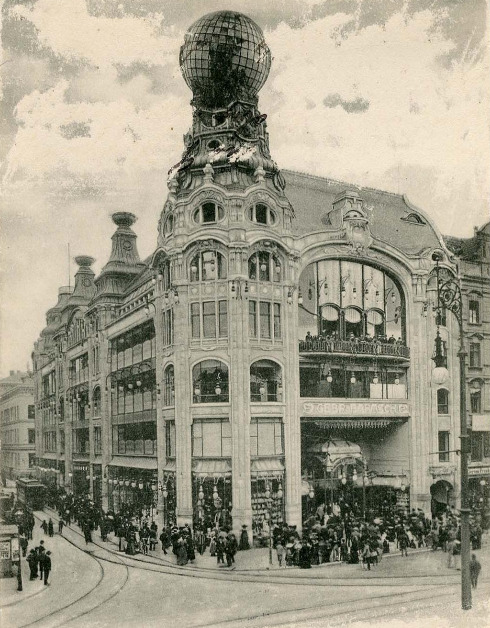
Dom towarowy Gebrüder Barasch w dniu otwarcia w 1904

Po półtora roku prace budowlane zostały zakończone. Wzniesiono pięciokondygnacyjny secesyjny budynek o długości 120 metrów, o powierzchni 1200 m² i 8 tysięcy metrów kwadratowych powierzchni użytkowej. Do jego budowy wykorzystano głównie kamień, żelazo i beton, konstrukcje były żelbetonowe, belki były nitowane. Fasada budynku została pokryta śląskim piaskowcem, żelazem, brązem i miedzią. Wszystkie prace były wykonane przez firmy miejscowe. We frontowej elewacji od strony Rynku, pomiędzy dwoma skrajnymi pionami zwieńczonymi ogromnym odcinkowym łękiem-gzymsem, umieszczono całkowicie niemal przeszkloną fasadę, z której w dolnej części występował żelazno-miedziany kiosk. Fasada boczna była podobnie przeszklona, a brzegi płyt stropowych zostały ukryte za złotymi mozaikami autorstwa Johana Odorico z Berlina. Dwukondygnacyjny dach budynku miał konstrukcje stalową-kratownicową i pokryty był dachówką i miedzią. Od strony ul. Kurzy Targ był zwieńczony czterema, pokrytymi miedzianymi hełmem, wieżami zwieńczonymi wielkimi miedzianymi wazonami udekorowanymi żelaznymi kutymi balustradami (do strony Szewskiej wieża zakończona była płaskim tarasem). W dachach umieszczono duże połaciowe okna doświetlające pracownie i pomieszczenia magazynów.
Dom handlowy miał trzy wejścia, przez co miał trzy adresy: od strony ulicy Szewskiej 75/76, Kurzego Targu 1 i Rynek 31/32. Wejście od strony Rynku było najbardziej reprezentatywne, było otoczone ogromnym portalem wykonanym w brązie przez Gustava Trelenberga, właściciela Zakładów Metalowych Gustawa Trelenberga przy ulicy Grabiszyńskiej; on również wykonał inne prace ślusarskie. Wszystkie prace były wykonane przez firmy miejscowe. Prace w piaskowcu oraz wszystkie elementy rzeźbiarskie zostały wykonane przez Lamartina Niggla ze Słupcy, żelazne elementy konstrukcyjne dostarczyła firma Vereiigte Königs- und Laurahütte (Górnosląskie Zjednoczenie Hut) z Chorzowa. Stopy z żelazobetonu według systemu Lolat-Eisenbeton-Bau zostały zaprojektowane przez architekta Maxa Mathiasa; konstrukcje żelazne wykonały działy budowy mostów i hut Königshütte i Lautahütte. Za oświetlenie sklepu Baraschów odpowiadała firma Siemens-Schuckertwerke. Złoty fryz mozaikowy widoczny od strony ul. Kurzy Targ został wykonany przez Johana Odorico, prace w marmurze powierzono firmie z Piławy Górnej Thusta i Gustava Schulze.
Oficjalne otwarcie Warenhausu miało miejsce 3 października 1904 roku. Uroczystości odbywały się przez cały dzień: do południa ceremonia otwarcia przeznaczona była dla zaproszonych gości, od godziny 15 do 19 dla mieszkańców. Wieczorem zorganizowano dla personelu i ludzi związanych z firmą przyjęcie w restauracji hotelu Juliusa Riegnera przy Königstrasse 4 (obecnie ul. Stanisława Leszczyńskiego – Kazimierza Wielkiego 50). Jego otwarciu towarzyszyła szeroka kampania reklamowa, dla której przygotowano specjalnie na ten cel opatentowany znak graficzny przedstawiający kulę ziemską z napisem „Barasch”, autorstwa grafika Heinricha Bussmanna, wyłowiony drogą konkursu. W kapitule jury zasiadali Artur Barasch, malarz Eugon Spiro, rzeźbiarz Ernst Seger, architekt Hans Poelzig, autor m.in. Pawilonu Czterech Kopuł oraz dyrektor Muzeum Miejskiego prof. Karl Masner. Zwycięska grafika stała się firmowym znakiem graficznym pojawiającym się zawsze przy wszystkich rodzajach reklam i ogłoszeniach związanych z Warenhaus Gebrüder Barasch.

### Wnętrze domu handlowego

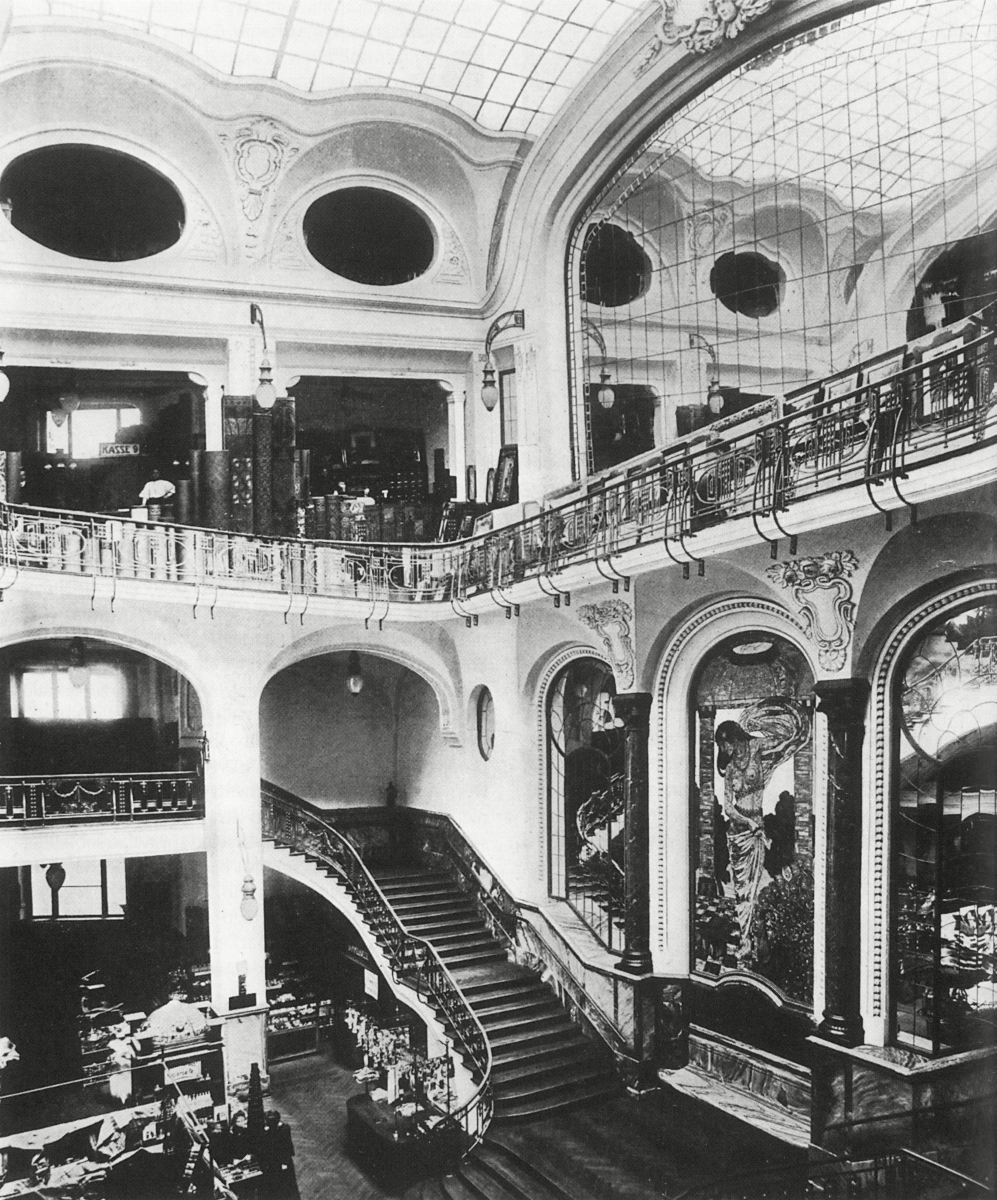
Wnętrze domu handlowego po otwarciu w 1905

Wnętrze domu handlowego było zwieńczone beczkowym szklanym dachem o konstrukcji stalowej, kratownicowym, ozdobionym stiukowym sklepieniem i barokowymi lunetami. Podłogi wyłożone były dębowym parkietem, a na ścianach znajdowały się mozaiki, reliefy, kryształowe lustra i kute secesyjne balustrady. Secesyjny wystrój wnętrz został zaprojektowany przez Juliusa Koblinsky’ego. Do realizacji projektu zastosowano marmur, brąz, ceramikę, szkło, szlachetne drewno i klinkier. Dzięki licznym sztukateriom, reliefom i secesyjnym detalom wnętrze domu handlowego przypominało wnętrze pałacowe. Od strony południowej usytuowano komunikację pionową oraz trzy dziedzińce. Wnętrza domu handlowego były podzielone tematycznie i zgodnie z zapotrzebowaniem klienta. Na parterze, wzdłuż Kurzego Targu, umieszczono podłużne sale sprzedaży, gdzie znajdowały się m.in. stoiska z męską i chłopięcą konfekcją oraz z najrozmaitszymi towarami: z kapeluszami, laskami, art. sportowymi, produktami mydlarskimi; znajdował się tu również kiosk z gazetami, a w tylnej części ogród zimowy z egzotycznymi roślinami i ławkami.
Na pierwszym piętrze sprzedawano towary przeznaczone do użytku dla pań oraz znajdowały na nim stoiska z konfekcją dziecięcą. Na trzecim piętrze można było zakupić artykuły spożywcze i sprzęt gospodarstwa domowego. Na tym samym piętrze mieściło się również biuro podróży i punkt informacji turystycznej, gdzie można było nabyć bilety na wszystkie wydarzenia kulturalne odbywające się w mieście. Pomiędzy trzecim a czwartym piętrem znajdowała się dwupoziomowa kawiarnia Erfrischungsraum z panoramiczną witryną i tarasem od strony Rynku. Na czwartym piętrze umieszczono stoiska z zabawkami i asortymentem wyposażenia wnętrz oraz pomieszczenia zarządu firmy, zaplecze biurowe i gabinety braci Baraschów. Piąte piętro zajmowały pomieszczenia biurowe i atelier fotograficzne a część poddasza przeznaczona była na magazyny. Na V piętro docierały dwie windy towarowe. W piwnicach znajdowały się przebieralnie i toalety oraz wszelkie urządzenia techniczne. Cały dom towarowy oświetlało 2 tysiące żarówek i 350 lamp łukowych. Zaopatrzony był w system oddymiania i wentylacji. Do domu handlowego doprowadzono 51 linii telefonicznych. O komfort klientów dbało 1000 zatrudnionych osób.
Na wszystkie piętra można było się dostać czterema półautomatycznymi windami osobowymi lub trzema dużymi klatkami schodowymi, z kutymi w brązie secesyjnymi poręczami. Klatka południowa, główna, była największa, a nad nią, na wysokości III i IV piętra znajdowało się gigantyczne lustro, w którym odbijał się szklany dach. Dodatkowo w budynku znajdowały się trzy klatki przeciwpożarowe.

### Przebudowa
Przez kolejne kilkanaście lat dom handlowy Gebrüder Barash prosperował. Z biegiem lat nawarstwiały się jednak problemy użytkowe budynku. Dotyczyło to głównie braku możliwości wdrażania nowoczesnych metod handlowych, preselekcji oraz samoobsługi. Powodem tego była zbyt duża ilość wejść, wielkie witryny i rozbudowana komunikacja pionowa co w całości uszczuplało powierzchnię handlową na parterze; na wyższych piętrach utrudnienie stanowiła pustka wewnętrznego dziedzińca i wielopiętrowa witryna. Problem stanowiła również zbyt duża insolacja elewacji zachodniej (rozwieszano ponad wejściem oraz nad oknami kawiarni wielkie markizy) oraz konserwacja globusa. W latach 1925–1930, po I wojnie i wielkim kryzysie, nastąpił bum gospodarczy. We Wrocławiu wznoszono wielkie modernistyczne osiedla mieszkaniowe, a w centrum, budynki użyteczności publicznej: biurowce, domy towarowe oraz banki. W 1927 roku otworzono bardzo nowoczesny nowy dom handlowy Petersdorff Konfektionhaus (obecnie Kameleon), a w 1929 rozpoczęto budowę największego domu handlowego Wertheim (Renoma). Wszystkie te okoliczności zmusiły Baraschów i zarządzającą przez nich firmę „Gebr. Barasch G.m.b.H” do przeprowadzenia poważnej przebudowy swojego domu handlowego. Pierwszy projekt modernizacji budynku wykonano w kwietniu i w maju 1928 roku, a ich autorem była wrocławska spółka architektoniczno-budowlana Simon&Halpaal. Ostateczna wersja projektu została zatwierdzona dopiero w październiku 1929 roku.

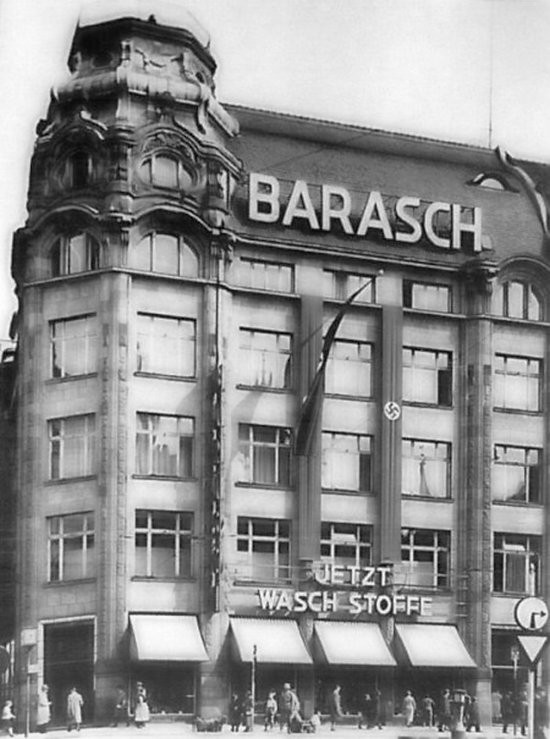
Dom Towarowy Gebrüder Barasch po przebudowie, zaraz po dojściu nazistów do władzy. Z okien wywieszono flagi ze swastykami, ok. 1933

Na zewnątrz budynku podstawowym celem było przebudowanie fasady budynku zgodnie z obowiązującymi trendami architektonicznymi, czyli zmianę z secesyjnego wyglądu na styl bardziej modernistyczny. Wynikiem tych zmian było usunięcie m.in. szklanego globusa, dotychczasowego znaku firmowego Baraschów. Powodem tego miały być trudności w utrzymaniu globusa, jego konserwacja i czyszczenie. Według Kirschkego powodem usunięcia globusa było jego zniszczenie podczas pożaru wywołanego uderzeniem pioruna. Wraz ze szczątkami usunięto również podtrzymujące go sfinksy. W miejsce globusa stworzono platformę widokową, na której dla klientów grał zespół muzyczny. Z fasady budynku usunięto wielką witrynę znajdującą się od strony Rynku, a w jej miejsce, między kolumnami wykonanymi z piaskowca, umieszczono prostokątne okna. Zmianie uległa również fasada od strony ulicy Szewskiej; usunięto z niej elementy secesyjne i zastąpiono ceglanymi kolumnami. Nowa fasada została regularnie podzielona trójdzielnymi oknami, a dotychczasowe wypukłe witryny zostały zastąpione płaskimi dwustronnymi witrynami. Nowy dach został pokryty blachą miedzianą.
Głównym celem modernizacyjnym wewnątrz budynku było zwiększenie powierzchni handlowych oraz zmiana z niemodnego już i archaicznego wystroju wnętrz, na styl bliższy modernizmu i Art déco. Największą zmianą była likwidacja przeszklonego dziedzińca i ogromnej reprezentatywnej klatki schodowej, a w ich miejsce zamontowanie stropów między piętrami powyżej pierwszego piętra. Do domu towarowego dołączono zakupiony budynek stojący przy ulicy Szewskiej 77. Dzięki tym zabiegom uzyskano dodatkowo 1200 m² powierzchni handlowej, tj. o ok. 30% więcej dotychczasowej powierzchni. Zmniejszono również ilość bocznych klatek schodowych pozostawiając tylko dwie klatki: od strony Rynku i Szewskiej; na wszystkie kondygnacje można było wjechać dwoma windami. Parter i pierwsze piętro zostało dodatkowo połączone, pierwszymi we Wrocławiu schodami ruchomymi, które były wielką nowinką techniczną w Europie. Po raz pierwszy takie rozwiązanie zostało wprowadzone w 1927 roku, w berlińskim domu handlowym sieci Karstadt na Harmannplatz. Modernizacji uległa również restauracja: bufet, kolumny i ściany zostały pokryte drewnem cytrynowym, wymienione zostało oświetlenie, a od strony stoisk postawiono szklana witrynę. Wspomniane oświetlenie wymieniono również w całym domu handlowym, na klatkach schodowych stopnie zastąpiono śląskim szlifowanym marmurem. Nad nowym projektem czuwał naczelny architekt z Berlina, Carl Schmanns; prace ślusarskie wykonywała firma Gustav Lehnhardt, a malarskie Schönfelder & Hanke.
Podczas siedmiomiesięcznych prac remontowych dom handlowy nie został zamknięty. W czasie trwania prac budowlanych prowadzona była kampania marketingowa i promocyjna zachęcająca do zakupów przez cały czas, kusząc głównie nowymi jeszcze niższymi cenami. Oficjalne ponowne otwarcie domu handlowego nastąpiło 29 września 1929 roku.

### Dom handlowy w okresie nazizmu we Wrocławiu
Po przejęciu władzy w Niemczech przez nazistów ludność pochodzenia żydowskiego ulegała stopniowemu wykluczeniu z działalności handlowej. Podobny los spotkał właścicieli domu towarowego. W 1931 bracia Baraschowie zmuszeni byli do zaciągnięcia kredytu w wysokości miliona stu tysięcy marek i połączenia się z aryjską firmą Leonarda Tietza. Według Kirschkego była to dobrowolna fuzja związana z dalszym rozwojem firmy Baraschów. Firma Tietz dysponowała wielką sieć domów towarowych. Na początku lat 30. XX wieku nastąpił wielki krach gospodarczy w Niemczech, który miał wpływ na działalność handlową domu towarowego Baraschów, jak i na ich plany rozwoju. 1 kwietnia 1933, po ogłoszeniu bojkotu sklepów żydowskich, dom towarowy Gebrüder Barasch jako jeden z pierwszych został poddany procesowi aryzacji, czyli pozbawienia własności i ograniczenia innych prawa majątkowych oraz osobistych właścicieli i uprawnionych z powodu ich żydowskiego pochodzenia. Udziały braci zostały przymusowo odsprzedane kupcom z Getyngi i Szczecina: Heinrichowi Münstermannowi i Gustavowi Haedeckemu za połowę ich wartości tj. 517028 marek niemieckich. Oficjalne przejęcie domu handlowego przez nowych właścicieli nastąpiło w listopadzie 1936 roku po dokonaniu wpisu do ksiąg wieczystych. Nowi właściciele posiadali 88% udziałów, a pozostałe należały do żony Kurta Steiberga i skarbu państwa. Przez kolejne dwa lata dom handlowy nie zmienił jednak nazwy, która nadal występowała m.in. w reklamach, choć z wyraźnym zaznaczeniem, że jest teraz aryjską własnością. Oficjalne otwarcie nowego domu handlowego pod nazwą Münstermann & Haedecke. Das Kaufhaus am Ring Breslau, nastąpiło 7 listopada 1936. Pod taką nazwą placówka handlowa przetrwała do końca II wojny światowej.

### Losy braci Baraschów
Baraschowie mieszkali we Wrocławiu do 1921 roku, a następnie przeprowadzili się do Berlina. Artur wraz z rodziną zamieszkał przy Wissmannstraße 11, w willi z ogrodem zaprojektowanej przez Wilhelma Walthera. W domu tym odbywały się koncerty młodych muzyków. Posiadłość została pod przymusem sprzedana za zaniżona kwotę w 1939 roku Franzowi Grossmanowi. Pozostały majątek Artura Barascha w latach 1941–1942 został skonfiskowany, a on sam oskarżony o oszustwa dewizowe i skazany na karę więzienia i grzywnę w wysokości 40 tysięcy marek. Kwotę tę zapłacił jego brat jednakże on sam trafił do obozu koncentracyjnego Auschwitz-Birkenau, gdzie zginął 6 listopada 1942 roku. Jego żona wraz z dziećmi przeżyła wojnę. Syn Werner przez siedem lat tułaczki i ucieczek z obozów dla internowanych i obozu koncentracyjnego, 8 maja 1945 roku, dotarł do Filadelfii.
Georg Barasch mieszkał wraz z dwójką dzieci z pierwszego małżeństwa i z drugą żoną przy Lützowufer 23. W okresie prześladowań wyjechał wraz z żoną Betty i synem Erichem do Szwajcarii, do Zurychu, a stamtąd do Ekwadoru, do Quito. Jego córka wraz z rodziną uciekła do Nowego Jorku.

## Po 1945

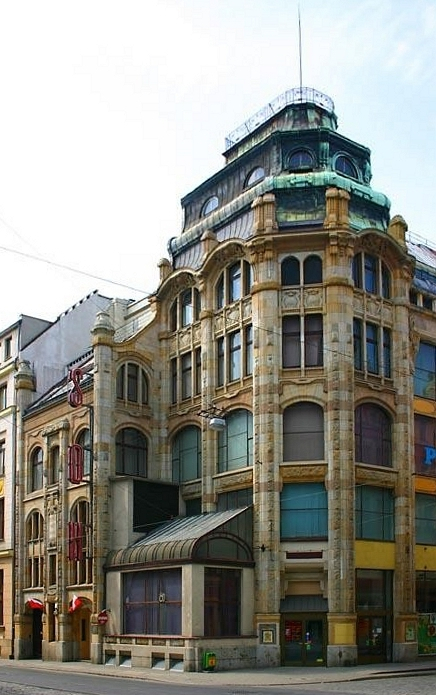
Dom towarowy Gebrüder Barasch do strony ulicy Szewskiej (obecnie)

Działania wojenne w 1945 roku uszkodziły dom towarowy w bardzo niewielkim stopniu. Zniszczeniu uległy piaskowe okładziny elewacji oraz poszycie dachowe. Większych zniszczeń dokonała eksplozja 17 maja 1945 roku, która zniszczyła nie tylko wieże katedry św. Marii Magdaleny, a również konstrukcje w obrębie dachu domu towarowego.
Jesienią 1945 budynek został przekazany Powszechnej Spółdzielni Spożywców, a w grudniu rozpoczęły się prace remontowe. Polegały one głównie na pokryciu nowego dachu (prace te wykonała jeszcze niemiecka firma dekarska) i wstawieniu szyb w oknach. Z okresu przedwojennego ocalały drewniane meble i urządzenia techniczne m.in. szafy chłodnicze i schody ruchome. 1 lipca 1946 roku został otwarty sklep na parterze pod nazwą Spółdzielczy Dom Towarowy. Był to wówczas jedyny obiekt handlowy we Wrocławiu. Na górnych kondygnacjach znajdowały się biura i magazyny. Od strony ulicy Szewskiej zlikwidowano dawny ogród zimowy, a w jego miejsce utworzono salon prasowy. Pierwszym kierownikiem Domu Towarowego Powszechnej Spółdzielni we Wrocławiu został Stanisław Mańko; który na stanowisku pracował do 1947 roku. Powierzchnia handlowa na nowo otworzonego sklepu wynosiła 1410 m².
Największą atrakcją były schody ruchome, uruchomione w 1948 roku łączące parter z I piętrem, które prawdopodobnie jedynymi takimi schodami w tym okresie w Polsce. Pierwszą osobą, która wjechała na I piętro był wizytujący odremontowany SDH, premier Edward Osóbka-Morawski. Schody działały do końca lat siedemdziesiątych, a następnie, już unieruchomione służyły jako dodatkowe wejście na I piętro. W 2004, podczas remontu, zostały rozebrane.
W latach 1956–1957 Spółdzielczy Dom Handlowy został wcielony do Powszechnej Spółdzielni Spożywców Stare Miasto we Wrocławiu i otrzymał nazwę Spółdzielczy Dom Handlowy (SDH). Kolejne poważniejszy remont miał miejsce w latach 1961–1965. Podczas trwających ponad trzy lata prac remontowych wymieniono okna, drzwi i witryny, usunięto dębowe parkiety, a w ich miejsce położono posadzki ceramiczne. W salach sprzedaży i wiatrołapach zostały zainstalowane stropy podwieszane z oświetleniem. Miasto przekazało spółdzielni budynek przy ulicy Szewskiej 77, gdzie przeniesiono biura, a tym samym II i III piętro mogło zostać przeznaczone do handlu. Podczas prac remontowych obiekt cały czas funkcjonował, a został zamknięty jedynie na jeden dzień. W 1965 roku, drogą konkursu ogłoszonego na łamach Słowa Polskiego, wyłoniono nową nazwę budynku: „Feniks” (pełna nazwa: Spółdzielczy Dom Handlowy „Feniks”). Na fasadzie umieszczono wielki czerwony neon z napisem „SDH FENIKS” autorstwa architekta inżyniera Jana Tarczyńskiego. W 2015 roku neon został zdjęty i przekazany fundacji Neon Side Wrocław. Dzięki prowadzonej sprzedaży na czterech piętrach był to wówczas największy dom handlowy wśród spółdzielczych domów handlowych w Polsce – o powierzchni 5000 m².

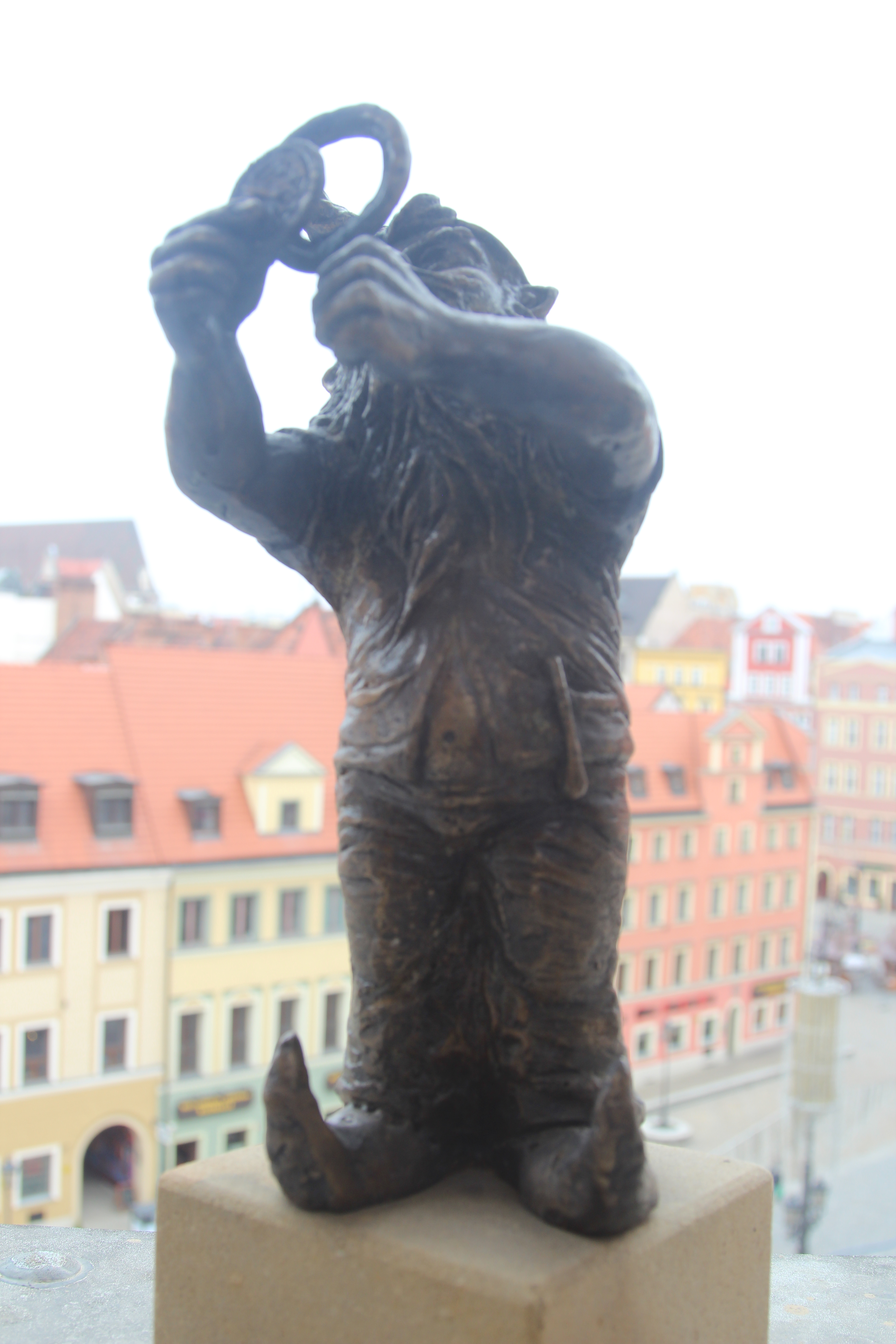
Krasnal „Kolekcjoner” na parapecie IV piętra SDH

W 1970 roku, decyzją konserwatora zabytków miasta Wrocławia, Edmunda Małachowicza, budynek został wpisany do rejestru zabytków. W latach 70. połączono parter z parterem budynku Rynek 30, przez co powiększono powierzchnię handlową. W 1970 roku dom towarowy otrzymał Handlowy Znak Jakości, dzięki czemu rozpoczął bezdewizową wymianę towarów z zagranicą; pierwszym partnerem handlowym był Dom Towarowy Konsument z Frankfurtu nad Odrą i Okręgowa Spółdzielnia Spożywców z Burgas. W 1976 roku Wrocławska Spółdzielnia Spożywców została wcielona do „Społem” Wojewódzkiej Spółdzielni Spożywców we Wrocławiu.
Po 1997 roku SDH Feniks został ponownie wyremontowany, a główne zmiany zaszły na parterze i I piętrze, gdzie wybudowano pomiędzy nimi wolno stojący strop wsparty na ławach fundamentowych w piwnicy. Jego projektantem byli inżynierowie Jan Gierczak i Bogdan Ruebenbauer. Autorami projektu remontu i modernizacji byli architekci Krystyna i Paweł Kirschke.
W listopadzie 2007 roku zostały wyemitowane kolekcjonerskie krajcary z wizerunkiem domu towarowego braci Baraschów z 1904 roku (na awersie) i z aktualnym herbem Wrocławia (na rewersie). Wyemitowano trzy rodzaje monet: mosiężne 4 krajcary (20 tys. sztuk), srebrne 24 krajcary (250 sztuk) i złote 240 krajcarów (100 szt.) Ich projektantem była Anna Wątróbska.
Na czwartym piętrze, na parapecie, w 2007 roku umieszczony został najwyżej ulokowany w mieście wrocławski krasnal „Kolekcjoner” autorstwa Beaty Zwolańskiej-Hołod.

### Szefowie domu handlowego po 1945[100]

#### Lata 1945–1956: Dom Handlowy Powszechnej Spółdzielni we Wrocławiu
- 1946–1947 - Stanisław Mańko
- Dominik Kończyło
- Mariusz Agneza
- 1950–1953 - Zenon Wiśniewski
- 1953–1954 - Kazimierz Lis
- 1954–1955 – Marian Rumiński
- 1955–1956 – Antoni Rogoziński
- 1956 – Józef Grzegorczyk

#### Lata 1957–2003: Spółdzielczy Dom Handlowy
- 1956–1957 - Stanisław Frankowski
- 1957–1960 - Zygmunt Michaelis
- 1960–1963 - Edward Batog, dyrektor
- 1963–1965 – Bogumił Łabczuk
- 1965 – Józef Baran
- 1966 – Leonard Orzeszyna
- 1966–1967 – Jan Tłuczkiewicz, prezes
- 1967 – Józef Ochoński, prezes
- 1967 – Leonard Orzeszyna, prezes
- 1967–1974 – Janusz Majewski, prezes
- 1974 – Kazimierz Zdyb
- 1975–1977 – Józef Baran, dyrektor
- 1977–1981 – Jerzy Kucharski, dyrektor
- 1981–1982 – Józef Baran, dyrektor
- 1982 – Leonard Orzeszyna
- 1982–1988 – Jerzy Dacka, dyrektor
- 1988–1989 – Leonard Orzeszyna
- 1989–1994 – Jan Balicki
- 1994–2003 – Edmund Dziekan
- 2003 – Jerzy Kraśniewski